# Station Downshire
Station Downshire  is een spoorwegstation in het oosten van Carrickfergus in het Noord-Ierse graafschap Antrim. Het station ligt aan de lijn Belfast - Larne. Op werkdagen rijdt er ieder half uur een trein in beide richtingen, waarbij de treinen richting Larne slechts een keer per uur verder dan Whitehead rijden.